# Santa Maria di Castellabate
Santa Maria di Castellabate is een plaats (frazione) in de Italiaanse gemeente Castellabate, provincie Salerno, en telt ongeveer 4.500 inwoners.

## Afbeeldingen

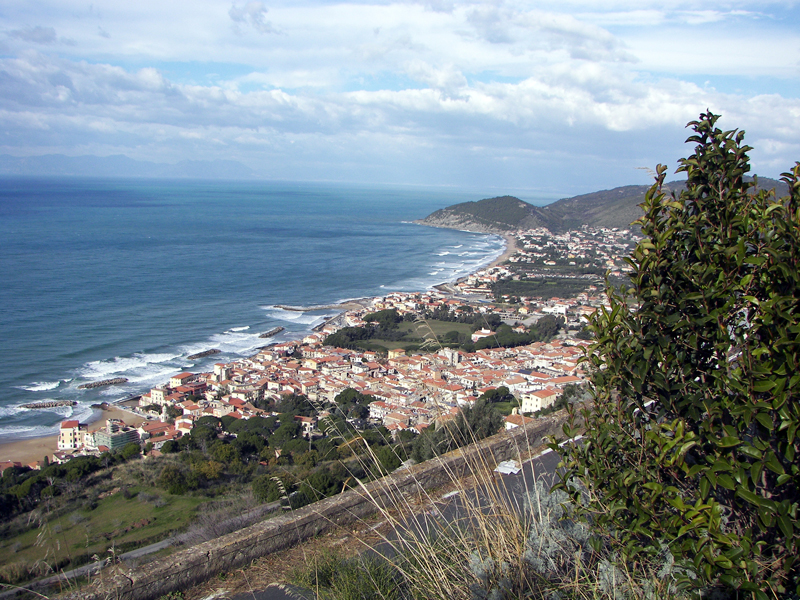
S.Maria
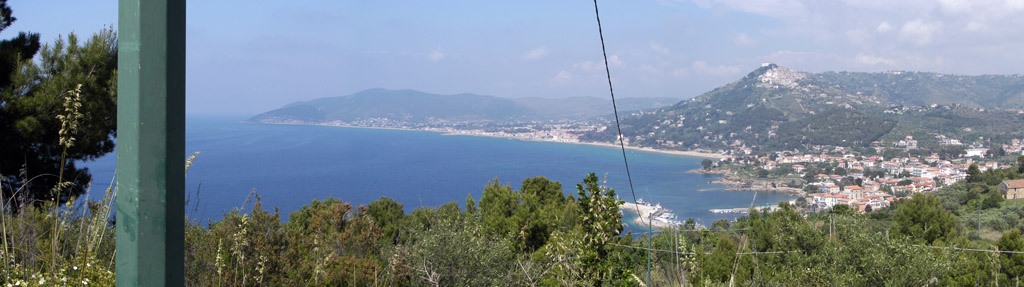
Panorama
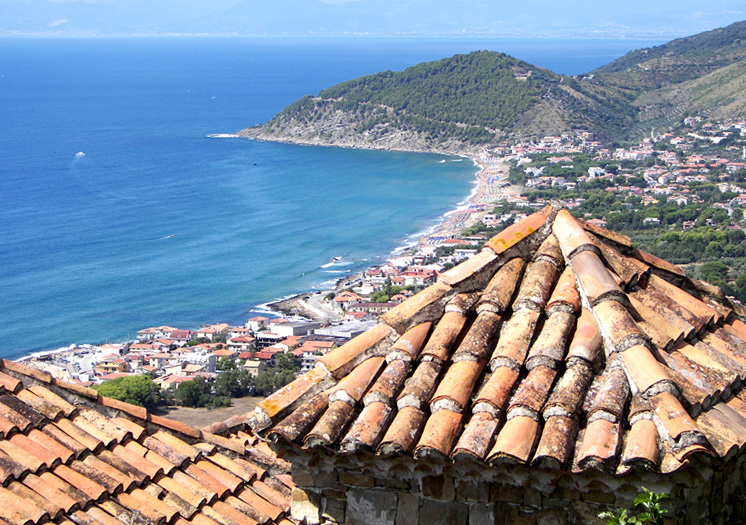
Zona Lago